# Estadio Garcilaso de la Vega
Das Estadio Garcilaso de la Vega ist ein Fußballstadion in der peruanischen Stadt Cusco. Es bietet Platz für 42.056 Zuschauer unter freiem Himmel und ist die Heimspielstätte der Fußballvereine Club Sportivo Cienciano und Cusco FC.

## Geschichte

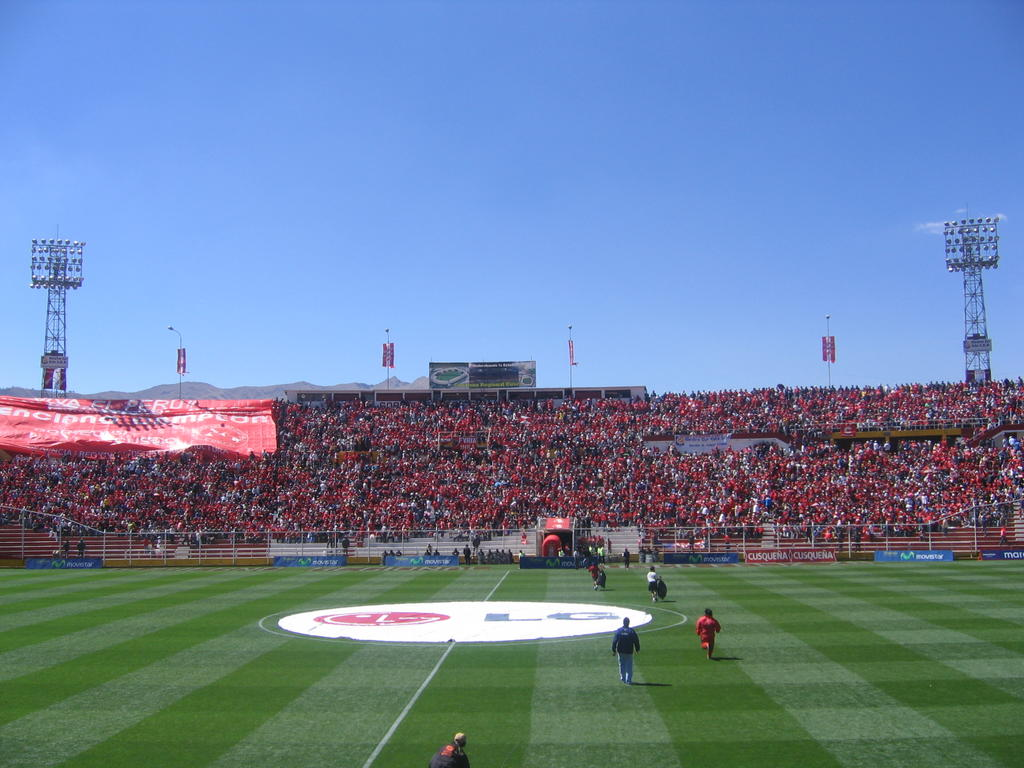
Das Estadio Garcilaso de la Vega

Das Estadio Inca Garcilaso de la Vega wurde 1950 erbaut. Es ist benannt nach Inca Garcilaso de la Vega (1539–1616), einem peruanischen Schriftsteller und Chronist der Geschichte der Inkas und der Eroberung Perus durch die Spanier. Damals betrug die Kapazität noch 30.000 Plätze. Seit 1950 trägt der Verein Club Sportivo Cienciano, der zwar noch nie peruanischer Meister werden konnte, aber sich den Gewinn der Copa Sudamericana 2003 im Endspiel gegen die Boca Juniors aus Argentinien sicherte, in dem Stadion seine Heimspiele aus. Außerdem ist das Estadio Garcilaso de la Vega die Heimstätte von Deportivo Garcilaso, der in der obersten peruanischen Spielklasse, der Liga 1, spielt.
Anlässlich der Copa América 2004, deren Austragung sich Peru sichern konnte, wurde das Estadio Garcilaso de la Vega umgebaut und die Kapazität auf 42.056 Zuschauerplätze erweitert. Für die Renovierung stellte die Regierung Perus große Mengen an Geld zur Verfügung, um das veraltete Stadion zu renovieren. Bei dieser Copa América fand das Spiel um Platz drei zwischen Kolumbien und Uruguay, das die Uruguayer mit 2:1 gewannen, in Cusco statt.